# Browns Vierzahnmoos
Browns Vierzahnmoos (Tetrodontium brownianum) ist eine Laubmoos-Art aus der Familie Tetraphidaceae.

## Merkmale
Das winzige Moos wächst aus einem Protonema mit ausdauernden bandförmigen Protonemablättern. Die Rasen werden 1–2 mm hoch und sind bräunlich-grün. Die Art fruchtet häufig und bildet eiförmig-zylindrische Sporophyten mit den charakteristischen vierzähnigen Peristomen. Die Sporenreife ist im Sommer.

## Standortansprüche
Tetrodontium brownianum wächst meist überhängend in Höhlungen und Klüften auf kalkfreiem, dauernd feuchtem Sandstein. Seltener findet sich die Art auf anderen Silikatgesteinen wie Granit. Die Wuchsorte befinden sich in Schluchten und Tälern mit hoher Luftfeuchtigkeit. Typische Begleitmoose sind Diplophyllum albicans, Heterocladium heteropterum, Tetraphis pellucida und an trockeneren Stellen auch das Leuchtmoos.

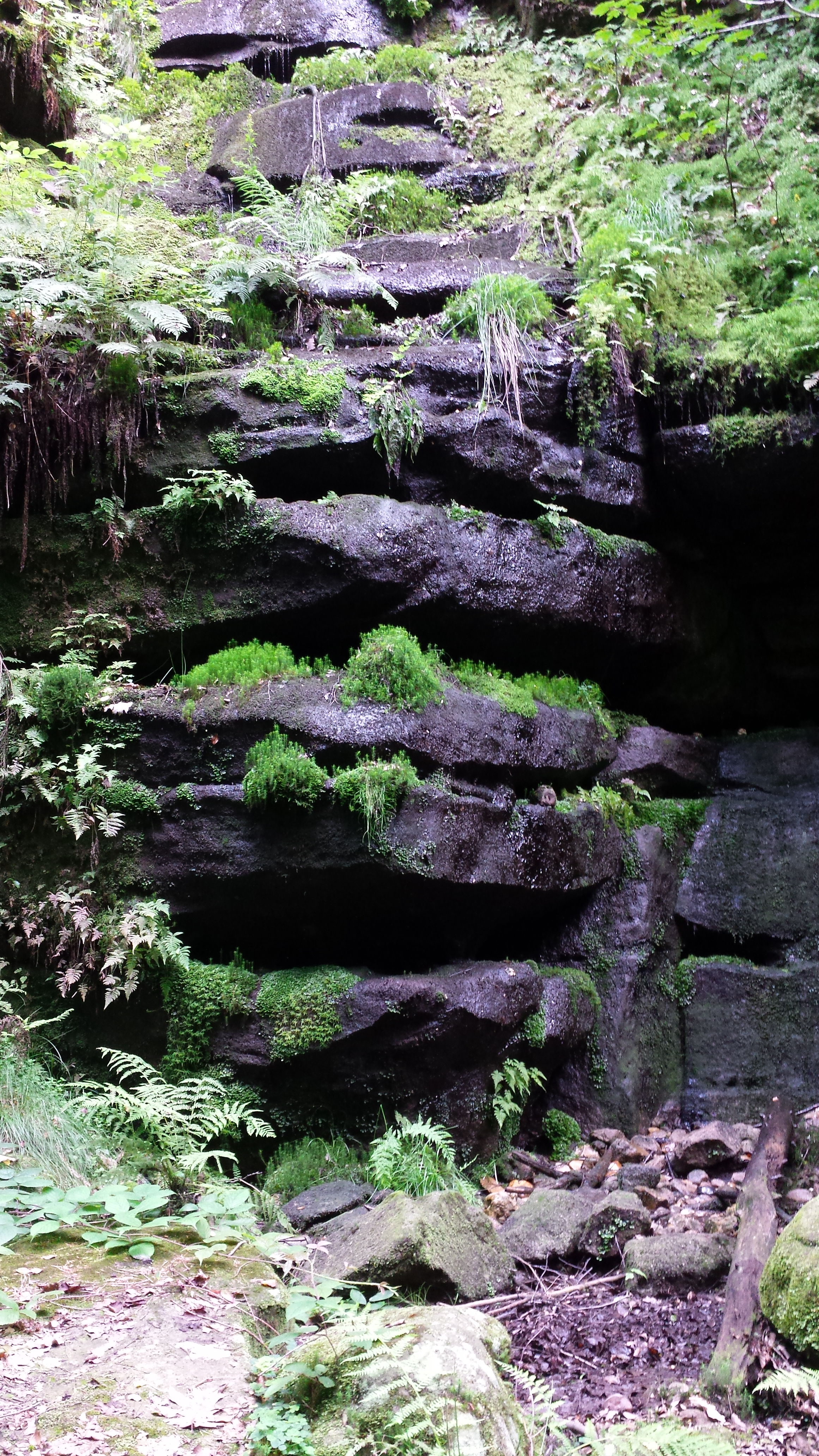
Typischer Lebensraum von Tetrodontium brownianum

## Verbreitung
Die Art ist weit verbreitet und kommt in weiten Teilen Asiens, Europas, Neuseelands und Nordamerikas vor. In Europa reichen ihre Vorkommen von Norwegen bis in die Pyrenäen und in die Türkei.
In Deutschland ist das Moos vor allem in den Bunt- und Kreidesandsteingebieten zu finden. Verbreitungsschwerpunkte sind Pfälzer Wald, Schwäbisch-Fränkischer Wald, Nordschwarzwald und das Elbsandsteingebirge. Außerhalb dieser Gebiete ist die Art sehr selten.

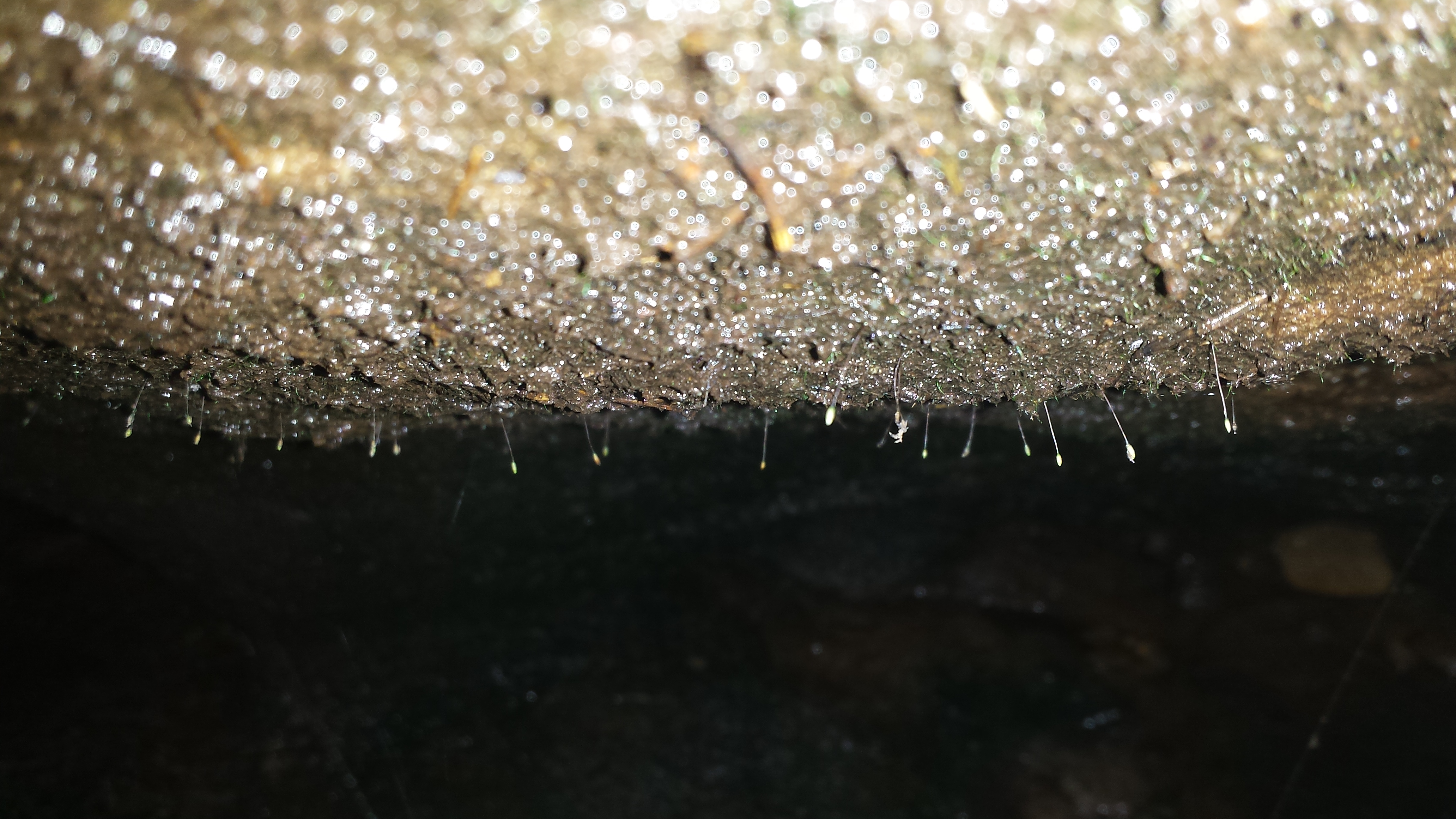
Tetrodontium brownianum in einer Felskluft im Elbsandsteingebirge